# CDCA8
Белок, ассоциированный с циклом клеточного деления 8 (англ. Cell division cycle associated 8, CDCA8), также бореалин (англ. Borealin) — белок, кодируемый у человека геном CDCA8.
Наряду с сурвивином, INCENP и киназой Aurora B, является компонентом комплекса хромосомных пассажиров (англ. chromosomal passenger complex) — белкового комплекса, играющего важную роль в процессе митоза.
Было продемонстрировано взаимодействие бореалина с INCENP, сурвивином и киназой Aurora B.